# Erich Förste
Erich Förste (ur. 11 lutego 1892 w Magdeburgu, zm. 10 lipca 1963 w Kilonii) – niemiecki admirał. Oficer Kaiserliche Marine, Reichsmarine i Kriegsmarine. 

## Publikacje
- Die deutsche Flagge über See. Von der Auslandstätigkeit deutscher Kriegsschiffe. (Lipsk, 1934)

## Odznaczenia
- Złoty Krzyż Niemiecki (1943)
- Okucie do Krzyża Żelaznego I i II klasy
- Krzyż Żelazny I i II klasy
- Krzyż Kawalerski II Klasy Orderu Alberta
- Czarna Odznaka za Rany
- U-Boot-Kriegsabzeichen (1918)